# Фрайер, Кимон
Кимон Фрайер (англ.  Kimon Friar; он же Кимон Калогеро́пулос (греч.  Κίμων Καλογερόπουλος; 18 ноября 1911 Имралы Османская империя — 26 мая 1993 Афины Греция) — американский поэт и переводчик XX века, греческого происхождения.

## Молодость и образование
Кимон Калогеропулос родился в 1911 году на островке Кало́лимнос (Имралы) Мраморного моря, в греческой семье.
Сегодня островок практически не населяется и превращён турецкими властями в место заключения политических узников, включая самого известного из них, лидера Курдской рабочей партии Абдуллы Оджалана.
Но в начале XX века на островке располагались 3 деревушки, населённые исключительно греками, которые занимались виноделием, шелководством и рыбной ловлей.
С началом Первой мировой войны и гонений на коренное христианское население Османской империи, семье удалось эмигрировать в 1915 году в США.
Семья поселилась в Чикаго, где сменила фамилию на Friar.
Кимон стал американским гражданином в 1920 году.
В детстве у Фриара были проблемы с английским языком. В молодом возрасте и несмотря на свои проблемы с английским языком, он обнаружил для себя поэзию и позже стал интересоваться драмой. После прочтения Оды к греческой вазе Джона Китса, он увлёкся английским языком и решил овладеть им в совершенстве.
Он получил образование в ряде учебных учреждений, включая Чикагский институт искусств , Yale School of Drama, Айовский университет  и Висконсинский университет в Мадисоне  где он получил степень бакалавра с отличием в 1935 году.
Он поступил в Мичиганский университет для получения степени магистра в 1940 году, и получил премию Хопвуда (Hopwood Award) за «Видение» Йетса.

## Поэзия и преподавание
Хотя он уже писал и переводил стихи, Фрайер начал преподавать, чтобы обеспечить себе на жизнь вскоре после окончания Мичиганского университета. Он преподавал английский язык в университете Adelphi (Adelphi University) в период 1940—1945, в  Амхерстском колледже 1945—1946,  Нью-Йоркском университете 1952—1953, и в университете Миннесота Дулут (University of Minnesota Duluth) в период 1953—1954. Он также преподавал в качестве приглашённого лектора в Беркли, в Иллинойсском университете, Индианском университете и в Университете штата Огайо.
В эти годы он организовывал чтения поэзии для публики. Он был директором Центра поэзии в Нью-Йорке в период 1943—1946, куда он призывал известных поэтов и любителей читать свои стихи.
В период 1951—1952 он руководил Театром Круг (Theatre Circle) на Театральной площади в Нью-Йорке. Пьесы поставленные там были в основном произведениями Артура Миллера, Теннеси Уильямса, Лилиан Хеллман и Арчибальда Маклиша.
Во время своей работы в  Амхерстском колледже, он стал учителем американского поэта Джеймса Мерилла.
Согласно биографу Мерилла, Лэнгдону Хаммеру (Langdon Hammer), «влияние Фрайера оставалось в силе на всю оставшуюся поэтическую жизнь Мерилла.»

## Редактор и переводчик
Фрайер работал в качестве редактора (1960—1962) журналов «Возничий» (The Charioteer) и «Греческое наследие» (Greek Heritage) 1963—1965, двух журналов занимавшихся вопросами греческой культуры. Он переводил поэзию с греческого на английский, свободно владея этими двумя языками и будучи знаком с современной греческой поэзией. Он написал, перевёл и отредактировал многочисленные работы, включая Современная поэзия: Американская и британская (вместе с Джоном Малькольмом Бринненом) в 1951 году, в 1960 году выполнил перевод Спасителей Божьих и в 1963 году перевод Содома и Гоморра Никоса Казандзакиса и в 1973 году антологию Современная греческая поэзия: от Кавафиса к Элитису.
Однако Фрайер более всего известен своим переводом эпической поэмы Казандзакиса Одиссея: Современное продолжение.
Фрайер завершил эту работу в 1958 году, после нескольких лет тесного сотрудничества с автором. Некоторые критики заявляли, что он сбился с пути в двойных прилагательных и в сложном языке оригинала (Казандзакис использовал древнюю лексику, которая, как правило, была неизвестна столичным учёным), другие соглашались, что Фрайер поступил правильно, когда он избрал прозаичный слог, вместо надуманного или архаичного. Журнал Time в своей рецензии писал, что Одиссея является "шедевром. Кимон Фрайер получил от Казандзакиса самую ценное признание: что «его перевод так же хорош, как оригинал».

## Признание и смерть
C 1950 года он делил свою жизнь между США и Грецией.
В годы военной диктатуры в Греции (1967—1974) он был в оппозиции режиму и использовал своё американское гражданство, чтобы оказать помощь и защиту художникам и писателям, преследуемым режимом.
В 1975 году он получил приз Афинской академии, а в 1977 году был награждён премией имени греческого поэта Костаса Ураниса, за популяризацию новейшей греческой поэзии за её рубежами.
Позже, в 1986 году, он получил в США приз Фонда Форда и приз Национального фонда искусств (National Foundation of the Arts and Humanities).
Последние годы своей жизни он прожил в Греции. Кимон Фрайер умер в греческой столице 26 мая 1993 года.

## Работы

### На английском
- «Видение» Йетса (Yeats: A Vision (1940)
- Современная поэзия, американская и британская (Modern poetry, American and British, edited by Kimon Friar and John Malcolm Brinnin, New York, Appleton-Century-Crofts 1951).
- Одиссея, современное продолжение (The Odyssey; a modern sequel, Translation into English verse by Kimon Friar, New York, Simon and Schuster, 1958).
- Лекции Кимона Фрайера о Никосе Казандзакисе (Κimon Friar lectures on Nikos Kazantzakes and reads from his The Odyssey, a modern sequel to Homer’s Odyssey, sound recording, 1959).
- Современная греческая поэзия (Modern Greek poetry, sound recording, McGraw-Hill).
- Спасители Божьи (Saviors of God (1960)
- Содома и Гоморра (Sodom and Gomorrah by Nikos Kazantzakis (translation by Kimon Friar) (1963)
- Каменные глаза Медузы (The stone eyes of Medusa: an allegorical and symbolistic myth of the creative temperament: lecture, sound recording, 1965)
- Современная европейская поэзия (Modern European Poetry, Bantam Classics, 1966, editor and translator of the Greek section)
- Лицом к стене, избранные стихи Милтоса Сахтуриса (With face to the wall; selected poems of Miltos Sahtouris Washington, Charioteer Press, 1968).
- Современная греческая поэзия. Переводы, очерки и комментарии (Modern Greek poetry. Translation, an essay on translation, and notes by Kimon Friar, New York, Simon and Schuster, 1973).
- Современная греческая поэзия, от Кавафиса к Элитису (Modern Greek Poetry: from Cavafis to Elytis (1973)
- Солнце первое, избранные стихи Одиссея Элитиса (The sovereign sun: selected poems, Odysseus Elytis, Philadelphia, Temple University Press, 1974).
- Современная греческая поэзия и использование древних мифов (Modern Greek poets and their use of classical myths: α lecture, sound recording, 1977).
- Духовная Одиссея Никоса Казандзакиса (The spiritual odyssey of Nikos Kazantzakis : a talk, with an introduction by Theofanis G. Stavrou, North Central Pub. Co., 1979).
- «Цель», избранные стихи Манолиса Анагностакиса (The target: selected poems, Manolis Anagnostakis, Pella Pub. Co., 1980).
- Современная греческая поэзия, включая Георгиса Сефериса, Одиссея Элитиса (Modern Greek poetry: including George Seferis, Odysseus Elytis, Athens: Efstathiadis Group, 1982).
- «Эротика» Янниса Рицоса (Erotica, Yánnis Rítsos, Sachem Press, 1982).
- «Выкупы времени», избранные стихи Антонис Декаваллес Ransoms to time: selected poems, Andónis Decaválles, Fairleigh Dickinson University Press, 1984.
- «Греки» (The Greeks, photography by John Veltri, with a preface by Lawrence Durrell, commentary by Odysseus Elytis, Doubleday, 1984.
- Яннис Рицос, избранные стихи 1938—1988 (Yannis Ritsos, selected poems, 1938—1988, edited and translated by Kimon Friar and Kostas Myrsiades; with additional translations by Athan Anagnostopoulos [et al.], BOA Editions, 1989).

### На греческом
- «Пейзаж смерти». Введение в поэзию Такиса Синопулоса (Τοπίο θανάτου: Εἰσαγωγή στήν ποίηση τοῦ Τάκη Σινόπουλου, μετάφραση Νάσος Βαγενάς — Θωμάς Στρατέλης, Κέδρος, 1978).
- «Аксион Эсти» (Достойное есть) Введение в поэзию Одиссея Элитиса (Ἄξιον Ἐστί τό τίμημα — εἰσαγωγή στήν ποιήση τοῦ Ὀδυσσέα Ἐλύτη, μετάφραση Νάσος Βαγενάς, Κέδρος, 1978).
- Каменные глаза Медузы (Τά πέτρινα μάτια τῆς Μέδουσας: Δοκίμια, Κέδρος 1981).
- Современная греческая поэзия. От Кавафиса к Вреттакосу (Σύγχρονη ἑλληνική ποίηση: Ἀπό τόν Καβάφη στό Βρεττάκο, μετάφραση Θανάσης Χατζημιχαηλίδης, Κέδρος 1983)
- Духовная Одиссея Никоса Казандзакиса (Ἡ πνευματική ὁδύσσεια τοῦ Νίκου Καζαντζάκη, πρόλογος Ἐλένης Καζαντζάκη, εἰσαγωγή Θεοφάνη Γ. Σταύρου; μετάφραση Θωμᾶ Στραβέλη, Κέδρος 1983).
- Ориентации в Эгейском море (Προσανατολισμοί στο Αιγαίο = Orientations to the Aegean: Photographic poetics: A photographic approach to Odysseus Elytis’s book of poetry «Orientations» : Φωτογραφική ποιητική: Φωτογραφική προσέγγιση στο ποιητικό έργο του Οδυσσέα Ελύτη «Προσανατολισμοί», Λίνα Λυχναρά, φωτογράφιση Dimitris Talianis, μετάφραση Κίμων Φράιερ, Αθήνα: Τοπίο, 1997)